# Sonora mutabilis
Sonora mutabilis — вид змій родини полозових (Colubridae). Ендемік Мексики.

## Поширення і екологія
Sonora mutabilis мешкають на заході Мексики, на території центрального і південного Халіско, південного Сакатекаса, східного Наярита та південно-західного Сіналоа. Вони живуть в сухих субтропічних лісах і дубово-соснових лісах, на висоті від 1000 до 1690 м над рівнем моря. Відкладають яйця.